# 축제는 시작된다
축제는 시작된다(Que La Fete Commence..., Let Joy Reign Supreme)는 프랑스에서 제작된 베르트랑 타베르니에 감독의 1975년 영화이다. 필립 느와레 등이 주연으로 출연하였고 미쉘 드 브로카 등이 제작에 참여하였다.

## 출연

### 주연
- 필립 느와레
- 장 로슈포르

### 조연
- 장 피에르 마리엘
- 크리스틴 파스칼
- 쟝-로제르 카우시몬

## 제작진
- 미술: 피에르 구프로이
- 의상: 자클린 모로